# 保障
| ウィキペディアには「保障」という見出しの百科事典記事はありません（タイトルに「保障」を含むページの一覧/「保障」で始まるページの一覧）。 代わりにウィクショナリーのページ「保障」が役に立つかもしれません。 |